# Formación Yuliangze

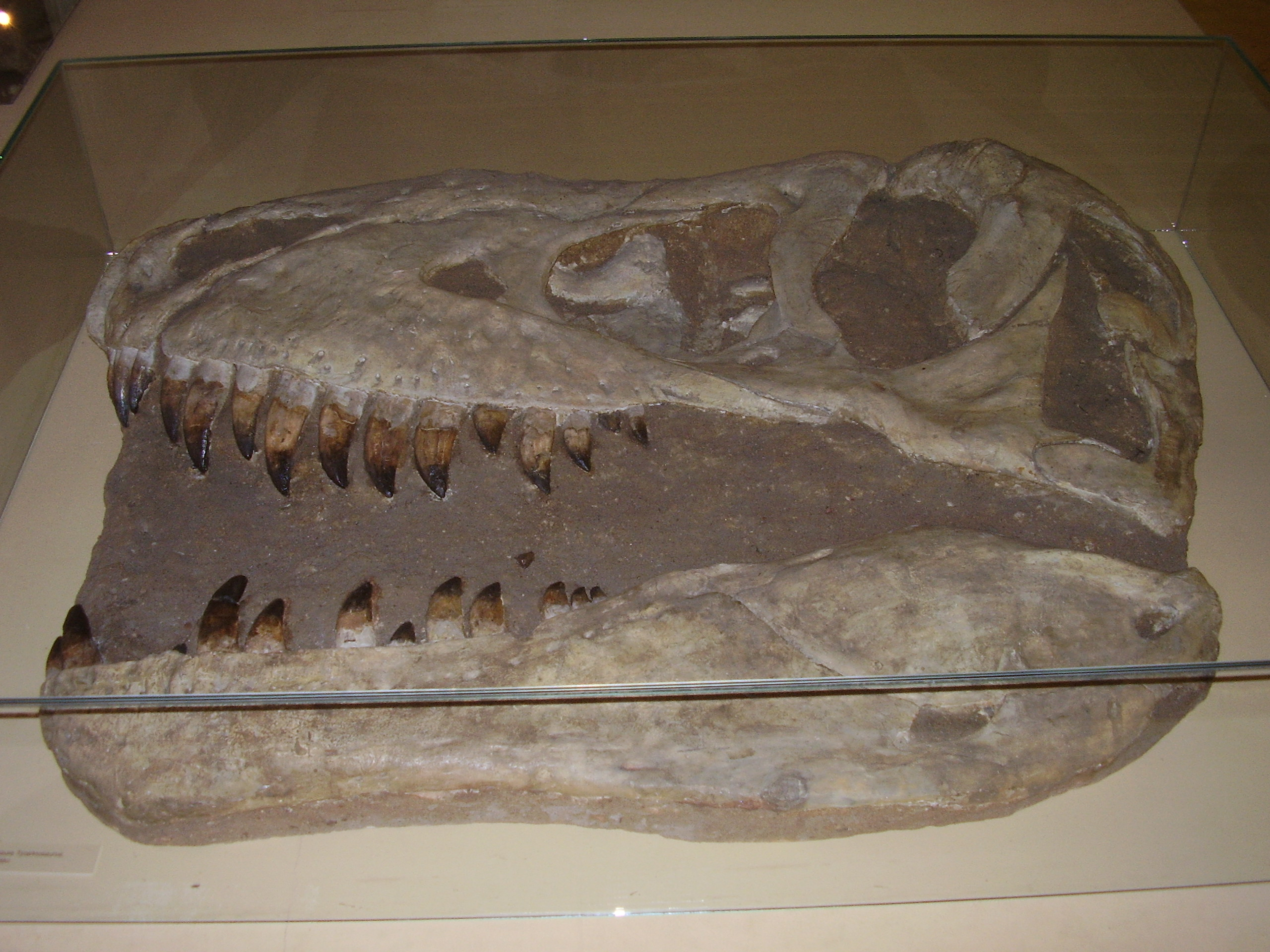
Molde de cráneo de Tarbosaurus bataar, Museo Nacional de Praga (2007).

La Formación Yuliangze es una formación geológica en Heilongjiang, China. Los fósiles datan del Cretácico superior en la época del Maastrichtiano medio.

## Fósiles
- Charonosaurus jiayinensis Cráneo parcial y elementos parciales fragmentarios postcraneales.[2]
- Wulagasaurus dongi
- Sahaliyania elunchunorum
- Kundurosaurus nagornyi
- Mandschurosaurus amurensis (Un hadrosáurido indeterminado)
- Tarbosaurus sp (Un tiranosáurido indet)
- Ornithomimus? sp (Un ornitomímido indet)